# Hoosick Falls
Hoosick Falls ist ein Village im Rensselaer County in New York. Im Jahr 2010 hatte der Ort 3501 Einwohner. In der Zeit seiner größten Einwohnerschaft, um 1900, hatte Hoosick Falls etwa 7000 Einwohner. Die Capital District Regional Planning Commission prognostizierte einen weiteren Rückgang der Bevölkerung um 2010 und danach.
Downtown Hoosick Falls und einige weitere Bauwerke in der Nähe sind in das National Register of Historic Places eingetragen, darunter das Postamt, die St. Mark’s Episcopal Church und das Hoosick Falls Armory der Nationalgarde New Yorks. Grandma Moses ist auf dem Friedhof des Ortes begraben.

## Geschichte
Man geht allgemein davon aus, dass die ersten weißen Siedler auf dem Hoosic River um 1746 in das Gebiet kamen, wo sich heute Hoosick Falls befindet. Diese Siedler wurden 1754 von den Franzosen verjagt, und der größte Teil der Siedlung wurde niedergebrannt. Nach dem Ende des Franzosen- und Indianerkrieges kehrten die Siedler jedoch zurück und bauten den Ort wieder auf. Hoosick Falls wurde 1827 als Village inkorporiert.

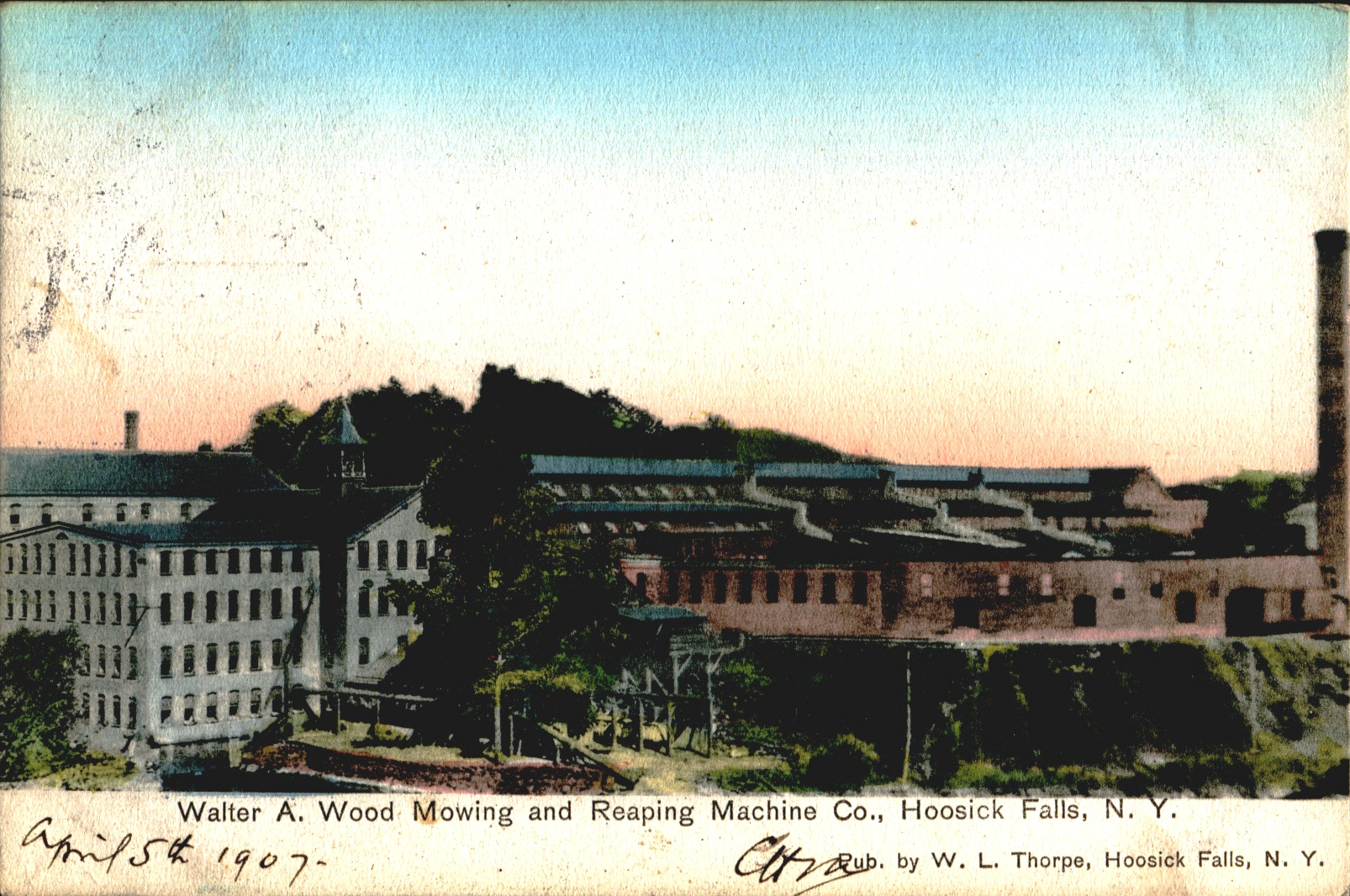
Walter A. Wood Mowing and Reaping Machine Co.

Der Schmied Walter A. Wood begann 1852 in Hoosick Falls mit der Produktion einer Mähmaschine und sein Unternehmen A. Wood Mowing & Reaping Company entwickelte sich in den 1890er Jahren zum weltgrößten Produzenten von landwirtschaftlichen Maschinen. Das Areal des Fertigungsbetriebes auf dem Westufer des Flusses hatte eine Fläche von 34 Hektar. Die Wood Company musste 1924 jedoch schließen, hauptsächlich als Folge der von John Deere eingeführten selbstfahrenden Landmaschinen. Die meisten der Fabrikeinrichtungen wurden bis zum Ende der 1950er Jahre durch die Colasta Corporation genutzt. Dieses Unternehmen fertigte Teile für Radios. Später wurden Teile des Geländes von einem Handel für Bauholz und Werkzeuge genutzt. Der gesamte Komplex wurde Mitte und Ende der 1970er Jahre durch eine Reihe von Brandstiftungen vollständig zerstört. Die einzigen heute noch genutzten Gebäude befanden sich außerhalb des Hauptkomplexes, so etwa die ehemalige Gießerei und das ursprüngliche Bürogebäude.
In der Zeit, in der der Produktionsbetrieb Walter Wood boomte, tat dies auch der Ort Hoosick Falls. Eine Reihe anderer Unternehmen siedelte sich in der Ortschaft an und brachte neue Einwohner mit sich. Früher wurden in Hoosick Falls auch Papier, Autoteile, Glas und Limonaden- und Bierabfüllanlagen produziert. In dieser Zeit entstand eine Reihe von Häusern im viktorianischen Stil, von denen etliche die Zeit überdauert haben. Hoosick Falls war auch ein Umschlagzentrum des Handels. Örtliche Bauern verluden hier ihre Produkte auf Eisenbahnwaggons, um sie nach New York City und in andere Städte zu verschicken.

## Geographie
Nach den Angaben des United States Census Bureaus hat die Ortschaft eine Fläche von 4,5 km², die sich ausschließlich aus Land zusammensetzt.
Das Village of Hoosick Falls befindet sich fast im Zentrum der Town of Hoosick. Es wird durch den meist ruhigen Hoosic River geteilt. In diesen mündet im Ortsgebiet der allerdings hier verdolte Woods Brook. Durch den Ort führen die New York State Route 22 sowie die ehemals zur Boston and Maine Railroad gehörende Bahnstrecke von Greenfield durch den Hoosac-Tunnel nach Troy. Der Personenverkehr auf der Bahnstrecke ist seit 1960 eingestellt, sie dient heute nur noch dem Güterverkehr. Sowohl Straße als auch Schiene queren hier den Fluss.

## Demographie
Zum Zeitpunkt des United States Census 2000 bewohnten Hoosick Falls 3436 Personen. Die Bevölkerungsdichte betrug 771,3 Personen pro km². Es gab 1553 Wohneinheiten, durchschnittlich 348,6 pro km². Die Bevölkerung Hoosick Fallss bestand zu 97,58 % aus Weißen, 0,55 % Schwarzen oder African American, 0,41 % Native American, 0,49 % Asian, 0,06 % Pacific Islander, 0,32 % gaben an, anderen Rassen anzugehören und 0,58 % nannten zwei oder mehr Rassen. 0,99 % der Bevölkerung erklärten, Hispanos oder Latinos jeglicher Rasse zu sein.
Die Bewohner Hoosick Fallss verteilten sich auf 1382 Haushalte, von denen in 32,1 % Kinder unter 18 Jahren lebten. 47,5 % der Haushalte stellten Verheiratete, 12,4 % hatten einen weiblichen Haushaltsvorstand ohne Ehemann und 36,3 % bildeten keine Familien. 30,9 % der Haushalte bestanden aus Einzelpersonen und in 15,4 % aller Haushalte lebte jemand im Alter von 65 Jahren oder mehr alleine. Die durchschnittliche Haushaltsgröße betrug 2,43 und die durchschnittliche Familiengröße 3,05 Personen.
Die Bevölkerung verteilte sich auf 25,9 % Minderjährige, 8,4 % 18–24-Jährige, 28,2 % 25–44-Jährige, 19,5 % 45–64-Jährige und 18,0 % im Alter von 65 Jahren oder mehr. Das Durchschnittsalter betrug 38 Jahre. Auf jeweils 100 Frauen entfielen 89,7 Männer. Bei den über 18-Jährigen entfielen auf 100 Frauen 85,8 Männer.
Das mittlere Haushaltseinkommen in Hoosick Falls betrug 36.731 US-Dollar und das mittlere Familieneinkommen erreichte die Höhe von 45.829 US-Dollar. Das Durchschnittseinkommen der Männer betrug 33.750 US-Dollar, gegenüber 23.313 US-Dollar bei den Frauen. Das Pro-Kopf-Einkommen belief sich auf 18.062 US-Dollar. 6,6 % der Bevölkerung und 5,1 % der Familien hatten ein Einkommen unterhalb der Armutsgrenze, davon waren 8,6 % der Minderjährigen und 4,6 % der Altersgruppe 65 Jahre und mehr betroffen.

## Persönlichkeiten in Verbindung mit Hoosick Falls
- Harris S. Hawthorn, Empfänger der Medal of Honor für die Gefangennahme von Gen. Custis Lee am 6. April 1865 bei der Schlacht von Sailor’s Creek, Virginia; er ist auf dem Maple Grove Cemetery begraben.[4]
- Harriet Hoctor, Ballerina sowie Schauspielerin am Broadway und in Hollywood wurde in Hoosick Falls geboren.[5]
- Grandma Moses, deren Kunstwerke erstmals in einem Fenster der W.D. Thomas Pharmacy entdeckt wurden.[6] Sie ist auf dem Maple Grove Cemetery an der Main Street am Südende der Ortschaft begraben.[3]
- Jill Reeve, eine US-Nationalspielerin im Hockey wurde hier geboren[7]
- Harry Van Surdam, ein Footballtrainer in der College Football Hall of Fame; wuchs hier auf und verbrachte hier auch die letzten Jahre seines Lebens.[8]